# Giáo hội Tin Lành Luther Phần Lan
Giáo hội Tin Lành Luther Phần Lan (tiếng Phần Lan: Suomen evankelis-luterilainen kirkko; tiếng Thụy Điển: Evangelisk-lutherska kyrkan i Finland) là một giáo hội dân tộc của Phần Lan và là một bộ phận của Cộng đồng các Giáo hội Luther. Cùng với Giáo hội Chính thống giáo Phần Lan, Giáo hội Tin Lành Luther Phần Lan có vị thế pháp lý là một giáo hội dân tộc.
Giáo hội Tin Lành Luther Phần Lan hiện là thành viên của Hội đồng Giáo hội Thế giới và Hội đồng Giáo hội châu Âu. Bên cạnh đó, Giáo hội còn là thành viên của Khối hiệp thông Porvoo và hoạt động cách tích cực trong quan hệ đại kết.
Giáo hội Tin Lành Luther Phần Lan là một trong những Giáo hội Luther lớn nhất trên thế giới và là tổ chức tôn giáo lớn nhất tại Phần Lan vào năm 2022 với 3,6 triệu tín hữu, tương đương 65,2% dân số Phần Lan vào thời điểm đó. Vị giáo trưởng đương nhiệm của Giáo hội Tin Lành Luther Phần Lan là ông Tapio Luoma, Tổng giám mục Turku, người kế nhiệm Tổng giám mục Kari Mäkinen vào ngày 3 tháng 6 năm 2018.

#### Các giáo hội dân tộc khác thuộc nhánh Luther tại Bắc Âu
- Giáo hội Đan Mạch
- Giáo hội Quần đảo Faroe
- Giáo hội Iceland
- Giáo hội Na Uy
- Giáo hội Thụy Điển